# Corynethrix
Corynethrix is een monotypisch geslacht van spinnen uit de  familie van de Thomisidae (krabspinnen).

## Soort
- Corynethrix obscura (Koch, 1876)